# سومو-إبو
سومو-إبو(حكم مابين عامي 1810-1780 ق م) أول ملكٍ من ملوك يمحاض (حلب) ممن وُثقت سيرتهم.
أسس سومو-إبو سلالة يمحاض التي حكمت الشطر الشمالي من سوريا خلال القرنين السابع و الثامن عشر قبل الميلاد.

## فترة حُكمه
لا يُعرف الكثير عن بدايات سومو-إبو و لا عن الطريقة التي تربع من خلالها على عرش يمحاض، غير أنه يُعتبر أول ملكٍ ليمحاض، كما يُعرف بأن مُلكه قد امتد ليشمل ألالاخ وتوبا. أول ذكرٍ موثقٍ لسومو-إبو كان بوساطة يحدون-ليم ملك ماري الذي أتى على ذكره كأحد الملوك الذين دخل في صراعٍ معهم. كان يحدون-ليم حاكمًا طموحًا، فقد قام بشن حملةٍ في الشمال، و ذلك بالرغم من أن تحالف سلالاتٍ حاكمةٍ كان يجمعه مع يمحاض بهدف الوقوف في وجه الآشوريين. قام سومو-إبو مدفوعًا بغضبه من الحملات التي شنها يحدون-ليم بدعم قبائل بنو اليمين ضده، وقد كانت هذه القبائل متمركزةً في مدينة توتول (بالقرب من مدينة الرقة حاليا)،  غير أن يحدون-ليم نجح في إلحاق الهزيمة بهم، ولكنه ما لبث أن قُتل على يد ولده. قام الملك الآشوري شمشي-أدد الأول بغزو ماري بعد مقتل ملكها يحدون-ليم مباشرة.

## صراعه مع الآشوريين
قام سومو-إبو مستعينًا بمملكة خاشّوم الحورية بمهاجمة أحد الممالك الواقعة في منطقة زلماكوم التي كانت منطقة سبخات واقعة ما بين نهري الفرات و البليخ. لاحقًا، قامت مملكة خاشّوم بتبديل تحالفاتها لتصطف إلى جانب شمشي-أدد الذي طوّق يمحاض من خلال مجموعة من التحالفات التي أبرمها مع كلٍ من أورشو وكركميش وقطنا صاحبة التاريخ الطويل من التنافس مع يمحاض، فضلًا عن قيامه بغزو مملكة ماري و تنصيب ولده يسماح-أدد ملكًا عليها.
رحب سومو-إبو بزمري-ليم ولي عهد مملكة ماري الذي فرّ إلى يمحاض، راجيًا أن يقوم ذات يومٍ باستغلال الشرعية التي يمثلها زمري-ليم في نظر شعب ماري. شن تحالف شمشي-أدد هجومًا على حلب، غير أنه لم ينجح في انتزاعها. قام سومو-إبو بعقد تحالفٍ مع قبيلتي السوتانيين و التوروكيانيين اللتين هاجمتا المملكة الآشورية من الجنوب و الشرق، كما قام سومو-إبو بانتزاع حصن دور-شمشي-أدد من قبضة الآشوريين مبدلًا اسمه إلى دور-سومو-إبو.

## الوفاة و الخلافة
قُتل سومو-إبو في عام 1780 ق م خلال صراعه مع شمشي-أدد. خلفه ابنه ياريم-ليم الأول، وهو ابنه من زوجته الملكة سومونا-أبي. استمرت سلالة سومو-إبو الحاكمة في السيطرة على الحكم في جزءٍ من بلاد الشام حتى عام 1344 ق م.